# Anna Carin Zidek

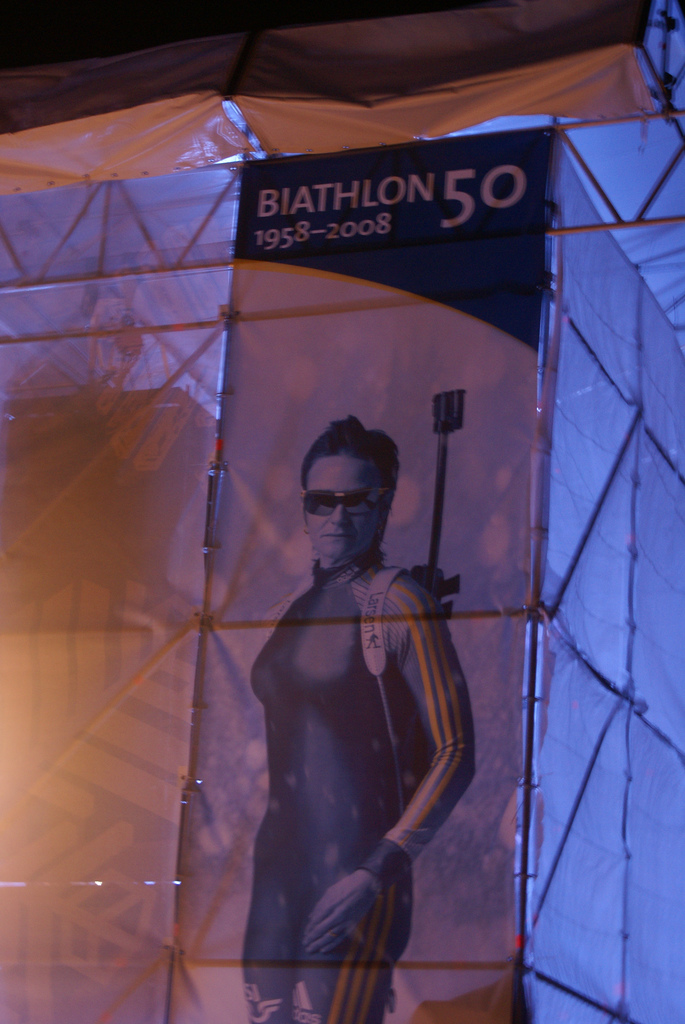
Anna Carin Zidek var ett av affischnamnen vid världsmästerskapen i skidskytte 2008 i Östersund. Zideks utstyrsel anspelar här på Trinity från Matrix.

Anna Carin Helena Cecilia Zidek, ogift Olofsson, ursprungligen känd som Anna Carin Olofsson, född 1 april 1973 i Sveg, är en svensk före detta elitskidskytt och längdskidåkare. Från 2008 och fram till hösten 2010 var hon känd som Anna Carin Olofsson Zidek. Hon är känd under smeknamnet, tillika namnförkortningen "ACO". Hon är även längdåkare och legitimerad sjukgymnast.
Anna Carin Zidek tog guld i OS 2006 i Turin i 12,5 km masstart, skidskytte, och silver i sprint, också skidskytte. Hon deltog i längdskidåkning i OS 2002 i Salt Lake City. Där lyckades hon bäst på 15 km fritt där hon tog 30:e plats. Zidek har också tre SM-brons individuellt, och ett silver i stafett, som meriter i längdskidåkning.

## Biografi
Anna Carin Zidek gick i samma klass i grundskolan som curlingspelaren Anna Le Moine.

### Olympiska vinterspel
Zidek har deltagit i tre olympiska vinterspel, 2002 i Salt Lake City som längdskidåkare, 2006 i Turin och 2010 i Vancouver som skidskytt. I Turin vann hon ett guld i masstart och ett silver i sprint. I Vancouver gjorde hon sitt bästa resultat i distansen där hon slutade fyra.

### Världsmästerskap
I världsmästerskapen har Anna Carin Zidek deltagit i åtta gånger och vunnit tre individuella medaljer. I Hochfilzen 2005 tog hon silver i masstarten, i Antholz 2007 tog hon silver i sprinten och brons i jaktstart. Hon har även tre medaljer i mixstafett. Guld från Antholz 2007 med Helena Ekholm, Björn Ferry och Carl-Johan Bergman, silver från Pyeongchang 2009 med Helena Ekholm, David Ekholm och Carl-Johan Bergman och brons från Chanty-Mansijsk 2010 med samma lag som 2007.

### Världscupen
I världscupen har Zidek 24 pallplatser varav 10 är förstaplatser; de tre första segrarna kom i december 2005. I sammandraget av världscupen 2005/2006 kom hon tvåa i totalcupen, tvåa i sprintcupen, tvåa i jaktstartscupen, tvåa i masstartscupen och trea i distanscupen. I sammandraget av världscupen 2006/2007 kom hon trea totalt, tvåa i distanscupen och hon vann sprintcupen. Säsongen 2009/2010 vann hon distanscupen.
Zidek vann distansloppet på 15 km i världscuppremiären i Östersund den 1 december 2010. Helena Ekholm kom trea.
Zidek vann mixstafetten den 19 december 2010 i Pokljuka tillsammans med Helena Ekholm, Fredrik Lindström och Carl Johan Bergman.
Zidek vann stafetten över 4x6 km den 6 januari 2011 i Oberhof tillsammans med Jenny Jonsson, Anna Maria Nilsson och Helena Ekholm.

### Efter karriären, familj
Den 16 juli 2011 meddelades att hon avslutar skidskyttekarriären. Zidek var under skidskyttesäsongen 2011/2012 expertkommentator på Eurosport.
Anna Carin Zidek är sedan maj 2008 gift med Tom Zidek, vallare i Kanadas skidskyttelandslag. De bor i Lillhärdal och har tillsammans två barn. Tidigare bodde de på Åsgatan i Lillhärdal, numera namnbytt till Anna-Carins väg efter ortens guldmedaljör.

## Meriter

### Världscupsegrar

#### Individuellt (12)
Not: OS-tävlingar ingår också i världscupen
| Datum            | Plats        | Disciplin     |
| ---------------- | ------------ | ------------- |
| 7 december 2005  | Hochfilzen   | Distans       |
| 17 december 2005 | Osrblie      | Sprint        |
| 18 december 2005 | Osrblie      | Jaktstart     |
| 25 februari 2006 | San Sicario, | Masstart (OS) |
| 16 mars 2006     | Kontiolax    | Sprint        |
| 18 mars 2006     | Kontiolax    | Jaktstart     |
| 15 december 2006 | Hochfilzen   | Sprint        |
| 14 januari 2007  | Ruhpolding   | Masstart      |
| 17 januari 2007  | Pokljuka     | Sprint        |
| 11 december 2009 | Hochfilzen   | Sprint        |
| 13 januari 2010  | Ruhpolding   | Sprint        |
| 1 december 2010  | Östersund    | Distans       |

#### Stafett
| Datum            | Plats      | Disciplin  |
| ---------------- | ---------- | ---------- |
| 15 januari 2010  | Ruhpolding | Stafett    |
| 19 december 2010 | Pokljuka   | Mixstafett |
| 6 januari 2011   | Oberhof    | Stafett    |

## Klubbar
- Lillhärdals IF
- Svegs IK
- Östersunds SK
- Stockviks SF